# How Would You Like to Be the Ice Man?

How Would You Like to Be the Ice Man? est un film américain muet et en noir et blanc sorti en 1899.

## Fiche technique
- Producteur : Siegmund Lubin
- Date de sortie : 29 avril 1899